# Трескоре-Бальнеаріо
Трескоре-Бальнеаріо (італ. Trescore Balneario) — муніципалітет в Італії, у регіоні Ломбардія, провінція Бергамо.
Трескоре-Бальнеаріо розташоване на відстані близько 480 км на північний захід від Рима, 60 км на північний схід від Мілана, 14 км на схід від Бергамо.
Населення — 9968 осіб (2014).
Щорічний фестиваль відбувається 29 червня. Покровитель — San Pietro.

## Демографія
Населення за роками:

Станом на 1 січня 2023 року в муніципалітеті офіційно проживало 1647 іноземців з 51 країни, серед них 371 громадянин країн Євросоюзу та 23 громадяни України.

## Уродженці
- Альберто Бріньйолі — італійський футболіст, воротар.
- Даміано Дзеноні (*1977) — італійський футболіст, захисник, півзахисник, згодом — футбольний тренер.
- Крістіан Дзеноні (*1977) — італійський футболіст, захисник, півзахисник, згодом — футбольний тренер.

## Сусідні муніципалітети
- Альбіно
- Кароббіо-дельї-Анджелі
- Ченате-Сопра
- Ченате-Сотто
- Кредаро
- Ентратіко
- Гандоссо
- Горлаго
- Луццана
- Сан-Паоло-д'Аргон
- Цандоббіо